# Jonathan Cartland
Jonathan Cartland (Originaltitel: Jonathan Cartland (bis Band 5, ab Band 6 nur noch Cartland)) ist der Titelheld der gleichnamigen frankobelgischen Comicserie, die Laurence Harlé und Michel Blanc-Dumont 1974 im französischen Comicmagazin Lucky Luke einführten. Seit 1975 kamen 10 Alben heraus, die in einem Zeitraum von 20 Jahren erschienen.

## Handlung
Trapper Jonathan Cartland, dem die Lebensweise der Indianer bestens vertraut ist, wird als Kundschafter verschiedener Expeditionen angeheuert. Sein Leben ist von Höhen und Tiefen gekennzeichnet. Er verliert seine indianischen Ehefrau durch Mord und findet seinen verloren geglaubten Sohn wieder.

## Hintergrund
Es war die erste eigene Serie von Michel Blanc-Dumont. Laurence Harlé schrieb die Texte. Die ersten 5 Bände erschienen im jährlichen Rhythmus, ab Band 6 gab es größere Abstände zwischen den Alben, zuletzt lagen 6 Jahre zwischen dem 9. und dem letzten, 10. Band, der 1995 erschien. Blanc-Dumont gab die Serie zugunsten von Blueberry auf, bei dessen Jugendabenteuern er 1998 die Nachfolge von Colin Wilson antrat.

## Veröffentlichungen
Die erste Geschichte dieses Western-Comics erschien in fünf Kapitel aufgeteilt zwischen 1974 und 1975 in Lucky Luke. In den Jahren 1977 und 1989 wurde die Serie in Pilote abgedruckt. Alle Alben wurden von Dargaud veröffentlicht.

### Deutsche Editionshistorie
Auf Deutsch erschienen die Bände 1, 2, 5 und 6 der Serie ab 1980 erstmals als Bände 5, 10, 14 und 19 der Reihe Die großen Edel-Western im Delta Verlag. Einige dieser Bände erschienen nur mit Retuschen, andere (Original-Bände 3 und 4) wurden ausgelassen. Der alte Splitter-Verlag füllte ab 1985 die Lücke und setzte die Serie bis 1991 fort, so dass hier die Original-Bände 3, 4, 7–9 ihre deutsche Erstveröffentlichung erlebten. 1993 übernahm comicplus+ die Lizenzrechte und veröffentlichte die Alben 1–6 (diesmal unretuschiert) erneut, sowie Band 10 als deutsche Erstveröffentlichung. Splitter und comicplus+ veröffentlichten die Serie jeweils als eigenständig (also nicht im Rahmen einer Reihe, wie den Edelwestern) in Form von SC-Einzelbänden. Schließlich ist 2013/2014 eine dreibändige Gesamtausgabe im (neuen) Splitter-Verlag erschienen. Mit diesen drei HC-Bänden liegt Jonathan Cartland damit erstmals komplett und einheitlich in einer deutschen Ausgabe vor.

## Alben
- Indianerfreund (1/1975)
- Letzter Treck nach Oregon (2/1976)
- Der Geist des Wah-Kee (3/1977)
- Der Schatz der Spinnenfrau (4/1978)
- Das Schloss am Wind River (5/1979)
- Gefangen im Chaos (6/1982)
- Silver Canyon (7/1983)
- Die Überlebenden des Schattens (8/1987)
- Sonnenkind (9/1989)
- Dem Teufel auf der Spur (10/1995)